# Košice (kraj środkowoczeski)
Košice – gmina w Czechach, w powiecie Kutná Hora, w kraju środkowoczeskim.
1 stycznia 2017 gminę zamieszkiwało 57 osób, a ich średni wiek wynosił 39,0 roku.